# Laval Agglomération
Laval Agglomération, communément appelée Laval Agglo, est une communauté d'agglomération française, située dans le département de la Mayenne et la région Pays de la Loire. Elle est centrée sur la ville de Laval.
Cette structure intercommunale regroupe plus de 110 000 habitants et trente quatre communes aux profils divers, certaines étant intégrées à l'unité urbaine de Laval, les autres étant restées plutôt rurales. Son président est traditionnellement le maire de Laval.
Au 1er janvier 2019, la nouvelle communauté d'agglomération fusionne avec la communauté de communes du Pays de Loiron, cette dernière était déjà associée au travers du schéma de cohérence territoriale « Pays de Laval et de Loiron ».

## Histoire
Laval Agglomération, plus communément appelée Laval Agglo, est le successeur du district urbain de Laval créé en 1963. Ce district était alors composé de neuf communes : Bonchamp-lès-Laval, Changé, Entrammes, Forcé, Laval, L'Huisserie, Louverné, Montigné-le-Brillant et Saint-Berthevin. Son premier président était Francis Le Basser. Robert Buron lui succède en 1971, et ce dernier laisse sa place à André Pinçon en 1973.
En 1964, neuf autres communes rejoignent le district : Nuillé-sur-Vicoin, Argentré, Châlons-du-Maine, La Chapelle-Anthenaise, Louvigné, Parné-sur-Roc, Saint-Germain-le-Fouilloux, Saint-Jean-sur-Mayenne et Soulgé-le-Bruant. Ahuillé y adhère en 1966. En 1978, la commune de Soulgé-le-Bruant fusionne avec Nuillé-sur-Ouette et devient ainsi Soulgé-sur-Ouette. Auparavant, Nuillé ne faisait pas partie du district, et cette fusion permet donc un agrandissement territorial pour ce dernier.
Au départ, les compétences du district portent principalement sur la construction et la gestion d'équipements publics tels que les rocades, le golf et les établissements d'enseignement supérieur. Il accompagne aussi des projets communaux et finance les Transports urbains lavallois, qui deviennent toutefois indépendants en 1987. Le district se renforce au cours des années 1980 et 1990, lorsque des syndicats sont créés pour harmoniser l'aménagement territorial.
Le district urbain de Laval disparaît le 1er novembre 1993, lorsque la communauté de communes du Pays de Laval est créée en remplacement. La nouvelle communauté est alors composée de dix-neuf communes, puis de vingt avec l'adhésion de Montflours en 1994. François d'Aubert en est élu président en 1995, il conserve ce mandat pendant treize ans. La communauté de communes du Pays de Laval devient la communauté d'agglomération de Laval en 2001. Le nom Laval Agglomération est finalement adopté l'année suivante.
En 2008, Guillaume Garot devient à son tour président de Laval Agglomération. Nommé ministre délégué à l'Agroalimentaire en juin 2012, il quitte ses fonctions de maire de Laval et de président de Laval Agglomération, mandats où est élu Jean-Christophe Boyer, respectivement les 9 et 12 juillet 2012.
Le 25 avril 2014 François Zocchetto, nouveau maire de Laval, est élu à la tête de Laval Agglo. Sous son mandat, les trois principales villes de l'agglomération (Laval, Changé et Saint-Berthevin) sont dirigées par des maires UDI.
Le 27 février 2018, le préfet de la Mayenne prononce la fusion de la communauté d'agglomération de Laval et de la communauté de communes du Pays de Loiron au 1er janvier 2019. Le nouvel établissement prendra le nom de Laval Agglomération.
Le 7 juillet 2020, Florian Bercault, nouveau maire divers gauche de Laval, est élu président de Laval Agglomération.

## Identité visuelle

Logo de Laval Agglomération avant mars 2016.
Logo actuel de Laval Agglomération.

## Territoire communautaire

### Géographie
Située à l'ouest  du département de la Mayenne, l'intercommunalité Laval Agglomération regroupe 34 communes et présente une superficie de 686,1 km2.

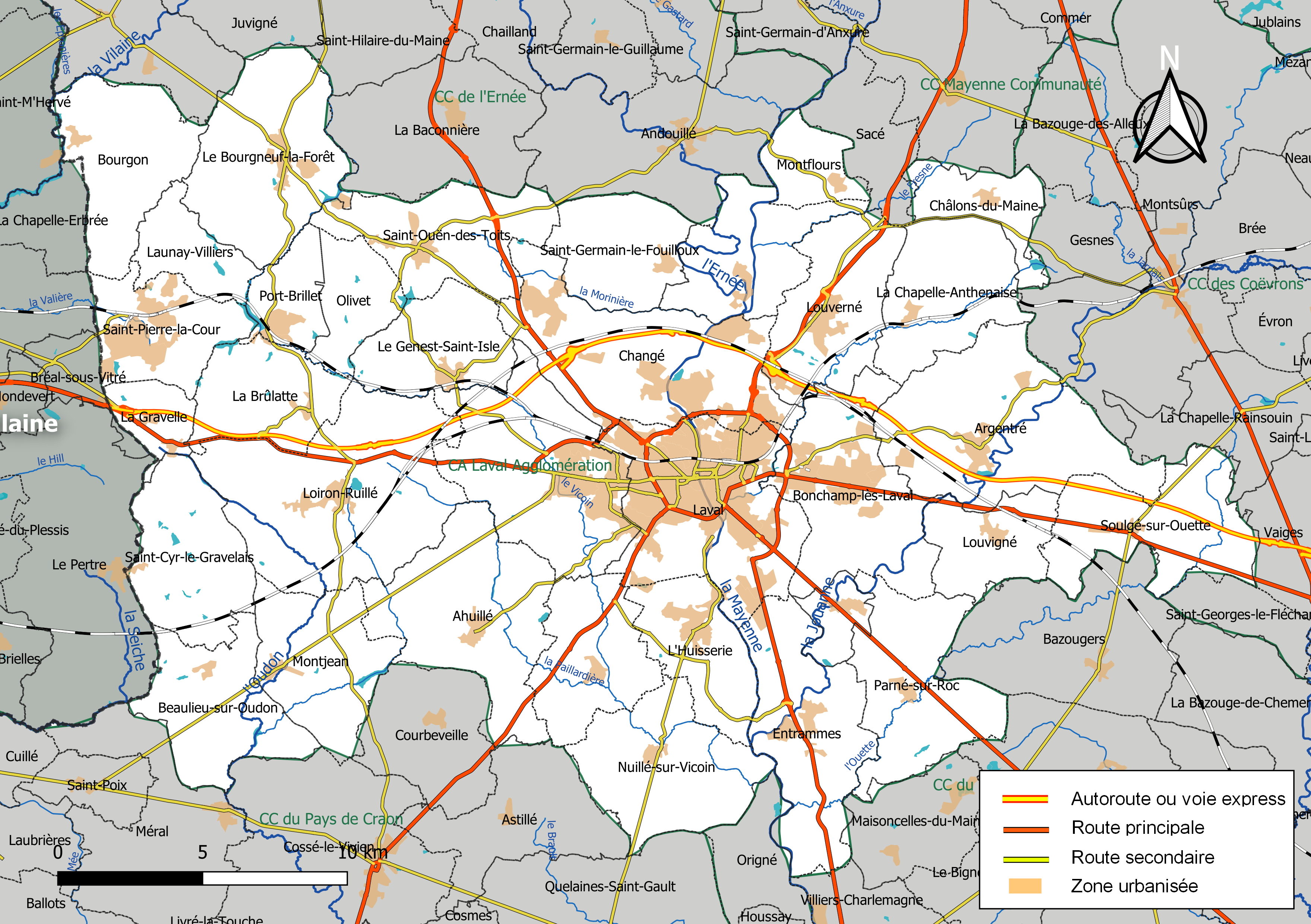
Carte de l'intercommunalité Laval Agglomération au 1er janvier 2019.

### Composition

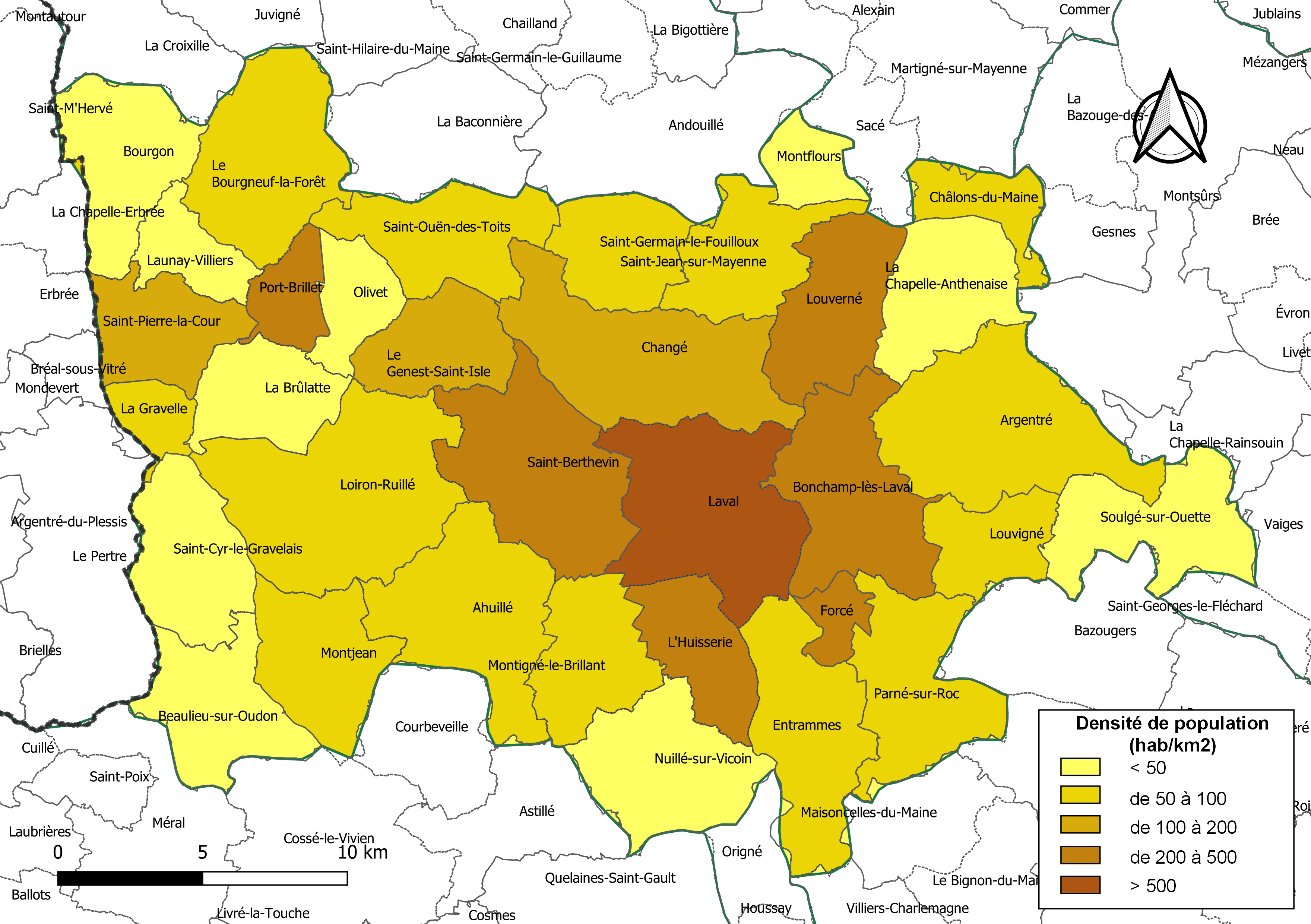
Carte des densités de population (millésimée 2016) des communes de l'intercommunalité Laval Agglomération. Composition en communes au 1er janvier 2019.

Laval Agglomération regroupe trente-quatre communes sur une superficie totale de 686,07 km2. La structure regroupe Laval et six communes du canton de Bonchamp-lès-Laval, les neuf du canton de L'Huisserie, les quatorze communes du canton de Loiron et les quatre du canton de Saint-Berthevin.
Enfin, parmi ces trente-quatre communes :
- trois forment l'unité urbaine de Laval (déterminée par l'Insee sur une base géographique). Il s'agit de Laval, Changé, et Saint-Berthevin. Elles totalisaient à elles-seules 63 340 habitants en 2022 pour 101,0 km2[7]. L'Huisserie constitue une unité urbaine autonome[8].
- vingt-six sont rurales tout en étant incluses dans l'aire d'attraction de Laval.
- quatre sont en dehors de l’aire : Launay-Villiers, Saint-Cyr-le-Gravelais, Saint-Pierre-la-Cour et Bourgon, cette dernière fait partie de l'aire d'attraction de Vitré

La communauté d'agglomération est composée des 34 communes suivantes :

| Nom                        | Code Insee | Gentilé           | Superficie (km2) | Population (dernière pop. légale) | Densité (hab./km2) |
| -------------------------- | ---------- | ----------------- | ---------------- | --------------------------------- | ------------------ |
| Laval (siège)              | 53130      | Lavallois         | 34,22            | 49 474 (2022)                     | 1 446              |
| Ahuillé                    | 53001      | Ahuilléens        | 29,87            | 1 864 (2022)                      | 62                 |
| Argentré                   | 53007      | Argentréens       | 36,77            | 2 908 (2022)                      | 79                 |
| Beaulieu-sur-Oudon         | 53026      | Belloudoniens     | 19,73            | 500 (2022)                        | 25                 |
| Bonchamp-lès-Laval         | 53034      | Bonchampois       | 27,51            | 6 294 (2022)                      | 229                |
| Le Bourgneuf-la-Forêt      | 53039      | Bourgneuviens     | 28,6             | 1 726 (2022)                      | 60                 |
| Bourgon                    | 53040      | Bourgonnais       | 20,97            | 618 (2022)                        | 29                 |
| La Brûlatte                | 53045      | Brûlattais        | 15,24            | 674 (2022)                        | 44                 |
| Châlons-du-Maine           | 53049      | Châlonnais        | 9,66             | 691 (2022)                        | 72                 |
| Changé                     | 53054      | Changéens         | 34,68            | 6 482 (2022)                      | 187                |
| La Chapelle-Anthenaise     | 53056      | Anthenais         | 19,89            | 963 (2022)                        | 48                 |
| Entrammes                  | 53094      | Entrammais        | 26,16            | 2 278 (2022)                      | 87                 |
| Forcé                      | 53099      | Forcéens          | 4,94             | 1 096 (2022)                      | 222                |
| Le Genest-Saint-Isle       | 53103      | Genestois         | 18,59            | 2 127 (2022)                      | 114                |
| La Gravelle                | 53108      | Gravelais         | 6,23             | 570 (2022)                        | 91                 |
| L'Huisserie                | 53119      | Huisseriens       | 14,72            | 4 554 (2022)                      | 309                |
| Launay-Villiers            | 53129      | Launay-Villersois | 9,05             | 358 (2022)                        | 40                 |
| Loiron-Ruillé              | 53137      |                   | 39,86            | 2 724 (2022)                      | 68                 |
| Louverné                   | 53140      | Louvernéns        | 20,58            | 4 345 (2022)                      | 211                |
| Louvigné                   | 53141      | Louvignéens       | 12,56            | 1 182 (2022)                      | 94                 |
| Montflours                 | 53156      | Montflourais      | 7,93             | 250 (2022)                        | 32                 |
| Montigné-le-Brillant       | 53157      | Montignéens       | 18,05            | 1 342 (2022)                      | 74                 |
| Montjean                   | 53158      | Montjeannais      | 19,75            | 1 030 (2022)                      | 52                 |
| Nuillé-sur-Vicoin          | 53168      | Nuilléens         | 23,59            | 1 250 (2022)                      | 53                 |
| Olivet                     | 53169      | Olivétains        | 9,97             | 406 (2022)                        | 41                 |
| Parné-sur-Roc              | 53175      | Parnéens          | 23,74            | 1 384 (2022)                      | 58                 |
| Port-Brillet               | 53182      | Brillet-Pontins   | 8,1              | 1 816 (2022)                      | 224                |
| Saint-Berthevin            | 53201      | Berthevinois      | 32,11            | 7 384 (2022)                      | 230                |
| Saint-Cyr-le-Gravelais     | 53209      | Saint-Cyriens     | 19,82            | 559 (2022)                        | 28                 |
| Saint-Germain-le-Fouilloux | 53224      | Germinois         | 15,48            | 1 179 (2022)                      | 76                 |
| Saint-Jean-sur-Mayenne     | 53229      | Saint-Jeannais    | 17,81            | 1 689 (2022)                      | 95                 |
| Saint-Ouën-des-Toits       | 53243      | Saint-Ouennais    | 21,26            | 1 782 (2022)                      | 84                 |
| Saint-Pierre-la-Cour       | 53247      | Pierrot Courtois  | 15,69            | 2 313 (2022)                      | 147                |
| Soulgé-sur-Ouette          | 53262      | Soulgéens         | 22,94            | 1 060 (2022)                      | 46                 |

### Démographie
Depuis sa création en 1963, le district de Laval, remplacé par Laval Agglomération en 2002, a connu une forte hausse démographique. Le nombre d'habitants est ainsi passé de 61 347 habitants en 1968 à 95 608 en 2010. Cette hausse concerne surtout les communes périphériques, la ville de Laval n'ayant gagné qu'environ 10 000 habitants pendant l'intervalle. Par ailleurs, la population de la ville s'est stabilisée autour des 50 000 habitants depuis les années 1970.
Les communes de la première couronne ont une croissance démographique relativement faible, mais elles figurent parmi les communes mayennaises les plus peuplées. Ainsi, Saint-Berthevin, avec 7 277 habitants en 2010, est la quatrième du département, et Bonchamp-lès-Laval, avec 5 843 habitants, la sixième. Enfin, L'Huisserie se caractérise encore par une forte expansion démographique, avec une hausse de près de 14 % entre 1999 et 2010 pour atteindre 4 088 habitants.
Les communes de deuxième couronne les plus éloignées de Laval ont encore un faible nombre d'habitants, comme Montflours (234 habitants en 2009). Néanmoins, elles connaissent généralement des taux de progression très élevés, comme La Chapelle-Anthenaise, avec une croissance de 42 % entre 1999 et 2010, ou Châlons-du-Maine et Saint-Germain-le-Fouilloux, avec respectivement 52 et 53 % pour le même intervalle. Enfin, Louvigné, qui ne comptait que 1 057 habitants en 2010, a tout de même vu sa population augmenter de 58,5 % en onze ans. Cette croissance s'explique surtout par les prix peu élevés des terrains, et s'exprime par la construction d'infrastructures et de nombreux lotissements.
| 1968   | 1975   | 1982   | 1990   | 1999    | 2006    | 2011    | 2016    | 2022    |
| ------ | ------ | ------ | ------ | ------- | ------- | ------- | ------- | ------- |
| 73 044 | 85 979 | 92 715 | 98 079 | 102 679 | 108 842 | 112 395 | 112 937 | 114 872 |

## Administration

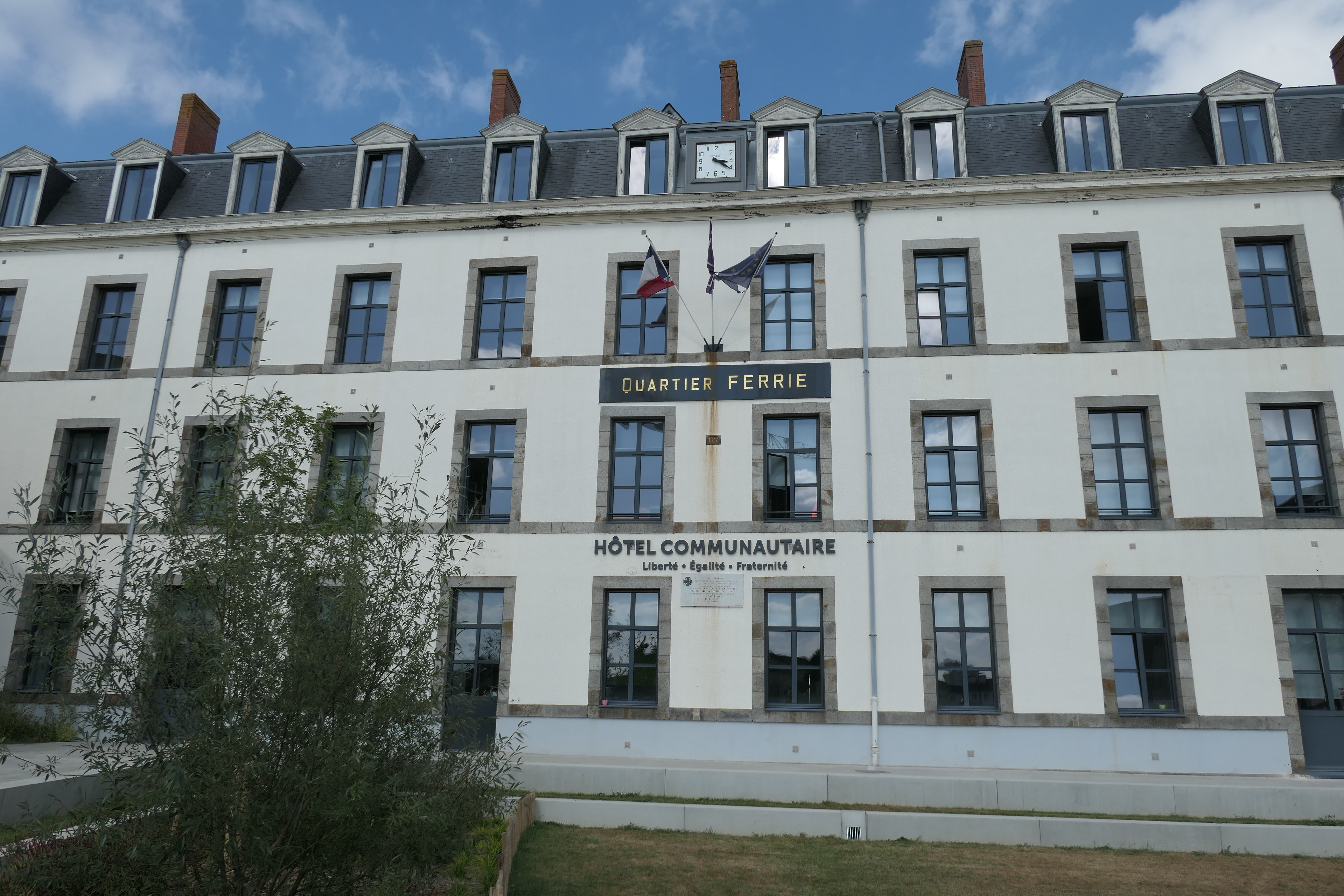
Le nouvel hôtel communautaire au sein du quartier Ferrié, à Laval.

### Instances
La communauté d'agglomération possède les instances administratives suivantes :
- Un président, chargé de l'exécutif de la communauté d'agglomération. Il est élu par les conseillers communautaires et préside à la fois le conseil, le bureau communautaire et les commissions[11].
- Un conseil communautaire, l'une des deux instances délibérantes, composé de 75 membres élus aux élections municipales et communautaires de 2020. Le nombre de conseillers par commune est réparti ainsi[12] :

| Nombre de délégués | Communes                   |
| ------------------ | -------------------------- |
| 33                 | Laval                      |
| 4                  | Saint-Berthevin            |
| 3                  | Bonchamp-lès-Laval, Changé |
| 2                  | L’Huisserie, Louverné      |
| 1                  | Les autres communes        |

Le Conseil communautaire élu en 2008 comptait 91 membres puis 76 en 2019 après la fusion. Les conseillers se réunissent au moins une fois par trimestre en séance publique et décident des grandes orientations de la communauté.
- Un bureau communautaire, la seconde instance délibérante, qui compte 23 membres, dont le président de Laval Agglomération qui le préside, et 15 vice-présidents élus par le conseil. Le bureau se réunit une fois par mois, il examine les propositions des commissions et il peut discuter et décider des projets[11].
- Neuf commissions permanentes, possédant un avis consultatif sur les dossiers relevant de leur compétence[13] :
  - Emploi et développement économique,
  - Environnement,
  - Ressources,
  - Aménagement,
  - Prospective,
  - Innovation,
  - Loisirs,
  - Administration générale,
  - Habitat.
- Un conseil de développement de 50 membres désignés tous les trois ans par Laval Agglomération, dont 30 représentants d'associations ou de syndicats, et 20 personnalités choisies pour leur expertise locale. Ces membres se réunissent au moins deux fois par an en assemblée plénière et émettent des avis et des propositions sur le développement de l'agglomération. Le conseil est surtout spécialisé dans les questions d'emploi, de soutien à l'économie sociale et solidaire, de cohésion territoriale et d'agriculture[14].

### Budget
Le budget de Laval Agglomération s'élève à 72 millions d'euros en 2012, dont 51 millions pour les dépenses de fonctionnement et environ 20 millions pour l'investissement. Le budget provient de(s) :
- Taxes et impôts, à hauteur de 43 % ;
- Dotations, participations et subventions, à hauteur de 29 % ;
- Emprunt, à hauteur de 16 %.

En 2017, le budget de Laval Agglomération s'élève à environ 76 millions d'euros, dont environ 54 millions pour les dépenses de fonctionnement et environ 21 millions pour l'investissement.

### Compétences et champs d'action
Laval Agglomération assure dix domaines de compétences :
- Développement économique, avec le projet de parc de développement économique « Laval Mayenne », conjointement avec le conseil général.
- Enseignement supérieur : participation au financement de constructions nouvelles.
- Innovation, avec l'agence « Laval Développement », le projet de « Cité de la réalité virtuelle » et l'installation du très haut débit.
- Grands équipements communautaires.
- Tourisme, sport, loisirs, culture : Laval Agglomération gère le centre de loisirs de la Blancherie, le centre d'initiation à la nature du Bois de l'Huisserie, le stade d'athlétisme de Laval et une partie du stade Francis-Le-Basser. Elle est aussi propriétaire du Bois de l'Huisserie, du golf de Changé et des bâtiments du Centre régional d'éducation formation de Laval. Enfin, la communauté s'occupe des campings de l'agglomération ainsi que des chemins de randonnée et du tourisme fluvial.
- L'habitat, avec le programme local de l'habitat (PLH), des aides aux nouveaux propriétaires et pour l'amélioration des logements.
- Cohésion sociale, avec le plan local pour l'insertion et l'emploi, le contrat urbain de cohésion sociale et trois aires d'accueil pour les gens du voyage.
- Transports urbains : Laval Agglomération organise les Transports urbains lavallois et les Vélitul, aménage des pistes cyclables et fait partie du syndicat mixte qui gère l'aéroport de Laval - Entrammes.
- Gestion des déchets : organisation de la collecte, du tri sélectif et des déchetteries.
- Développement durable : Laval Agglomération possède un Agenda 21, elle est notamment compétente dans la lutte contre le bruit et gère les espaces verts d'intérêt communautaire.

### Élus
|     | Attributions                                                        | Identité          | Qualité                                                     |
| --- | ------------------------------------------------------------------- | ----------------- | ----------------------------------------------------------- |
| 1re | Habitat, logements et rénovation thermique                          | Sylvie Vielle     | Maire de Louverné, conseillère départementale               |
| 2e  | Développement des entreprises et de l'économie sociale et solidaire | Nicole Bouillon   | Maire du Genest-Saint-Isle, conseillère départementale      |
| 3e  | Enseignement supérieur, recherche et vie étudiante                  | Éric Paris        | Conseiller municipal de Laval                               |
| 4e  | Transition économique et technologique du territoire                | Jérôme Allaire    | Maire d'Entrammes                                           |
| 5e  | Transports et déplacements                                          | Isabelle Fougeray | Maire de La Chapelle-Anthenaise                             |
| 6e  | Eau et assainissement                                               | Nadège Davoust    | Conseillère municipale de Laval, conseillère départementale |
| 7e  | Emploi et insertion                                                 | Gwenaël Poisson   | Maire de Bonchamp-lès-Laval, conseiller départemental       |
| 8e  | Aménagements durables et qualité de vie                             | Christine Dubois  | Maire de Louvigné, conseillère départementale               |
| 9e  | Ressources humaines                                                 | Bruno Bertier     | 1er adjoint au maire de Laval, conseiller départemental     |
| 10e | Rayonnement touristique et économie de la réalité virtuelle         | Patrick Peniguel  | Maire de Changé                                             |
| 11e | Territoire zéro carbone, agriculture et transition alimentaire      | Louis Michel      | Maire de Saint-Cyr-le-Gravelais, conseiller départemental   |
| 12e | Sports                                                              | Céline Loiseau    | 12e adjointe au maire de Laval                              |
| 13e | Démocratie d'agglomération et partenariats territoriaux             | Christian Lefort  | Maire d'Argentré                                            |
| 14e | Finances                                                            | François Berrou   | Maire du Bourgneuf-la-Forêt                                 |
| 15e | Déchets, recyclage et développement de l'économie circulaire        | Fabien Robin      | Maire de Port-Brillet                                       |

### Présidents
| Période                            | Période        | Identité              | Étiquette   | Qualité |
| ---------------------------------- | -------------- | --------------------- | ----------- | --- |
| janvier 1994                       | juillet 1995   | André Pinçon          | DvG         | Maire de Laval (1973-1994) député (1986-1988) |
| juillet 1995                       | avril 2008     | François d'Aubert     | DL puis UMP | Maire de Laval (1995-2004 / 2005-2008) secrétaire d'État à la Recherche (1995-1997 / 2004-2005) député (1978-1995 / 1997-2004)                         |
| avril 2008                         | juillet 2012   | Guillaume Garot       | PS          | Maire de Laval (2008-2012) député de la 1re circonscription de la Mayenne (2007-2012 et depuis 2014). Ministre délégué à l'Agroalimentaire (2012-2014) |
| juillet 2012                       | avril 2014     | Jean-Christophe Boyer | PS          | Maire de Laval (2012-2014) conseiller général de Laval Sud-Ouest (2008-2015)                                                                           |
| avril 2014 réélu le 8 janvier 2019 | 6 juillet 2020 | François Zocchetto    | UDI         | Maire de Laval (2014-2020) sénateur de la Mayenne (2001-2017)                                                                                          |
| 6 juillet 2020                     | En cours       | Florian Bercault      | PS          | Maire de Laval (depuis 2020) |

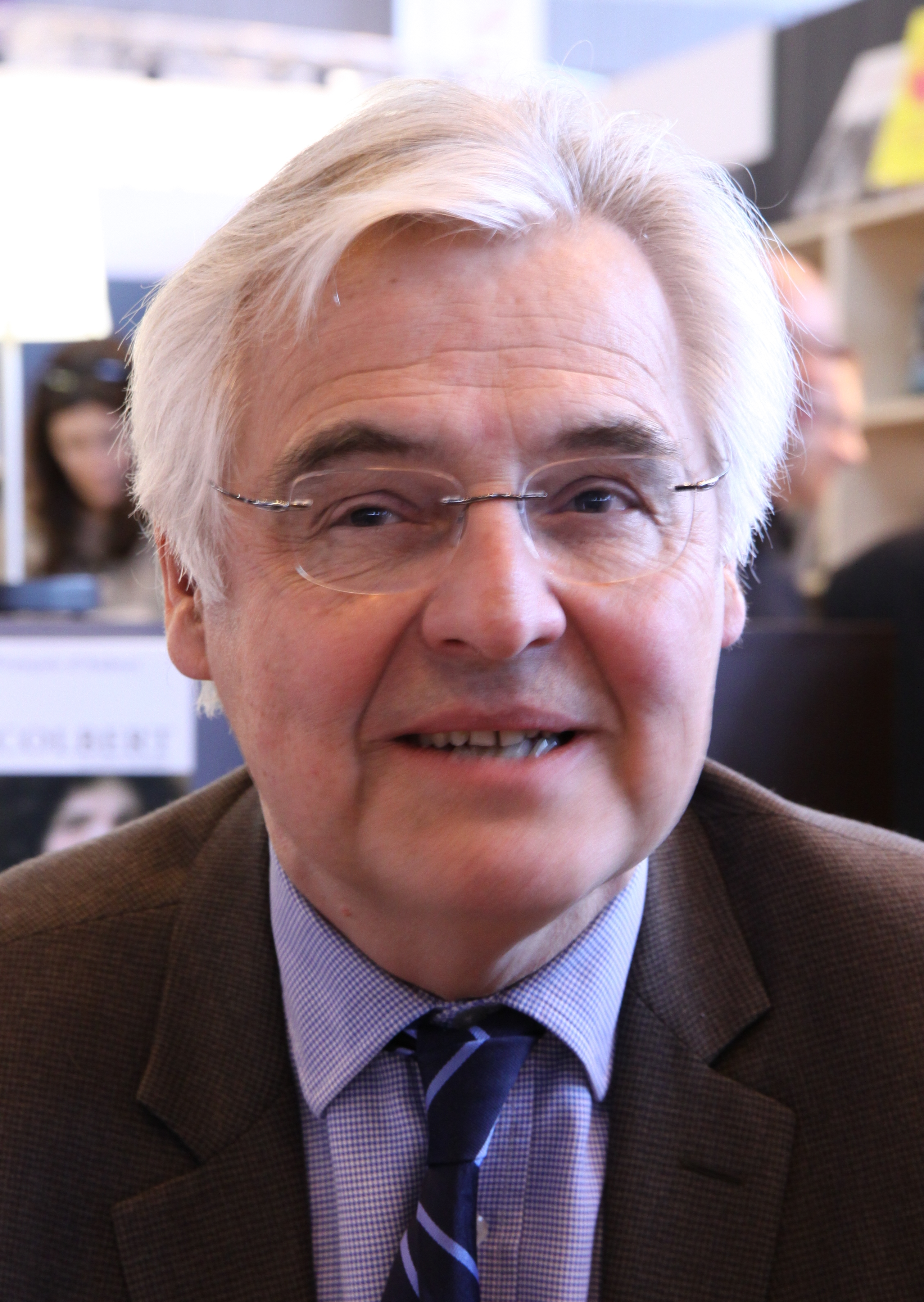
François d'Aubert.
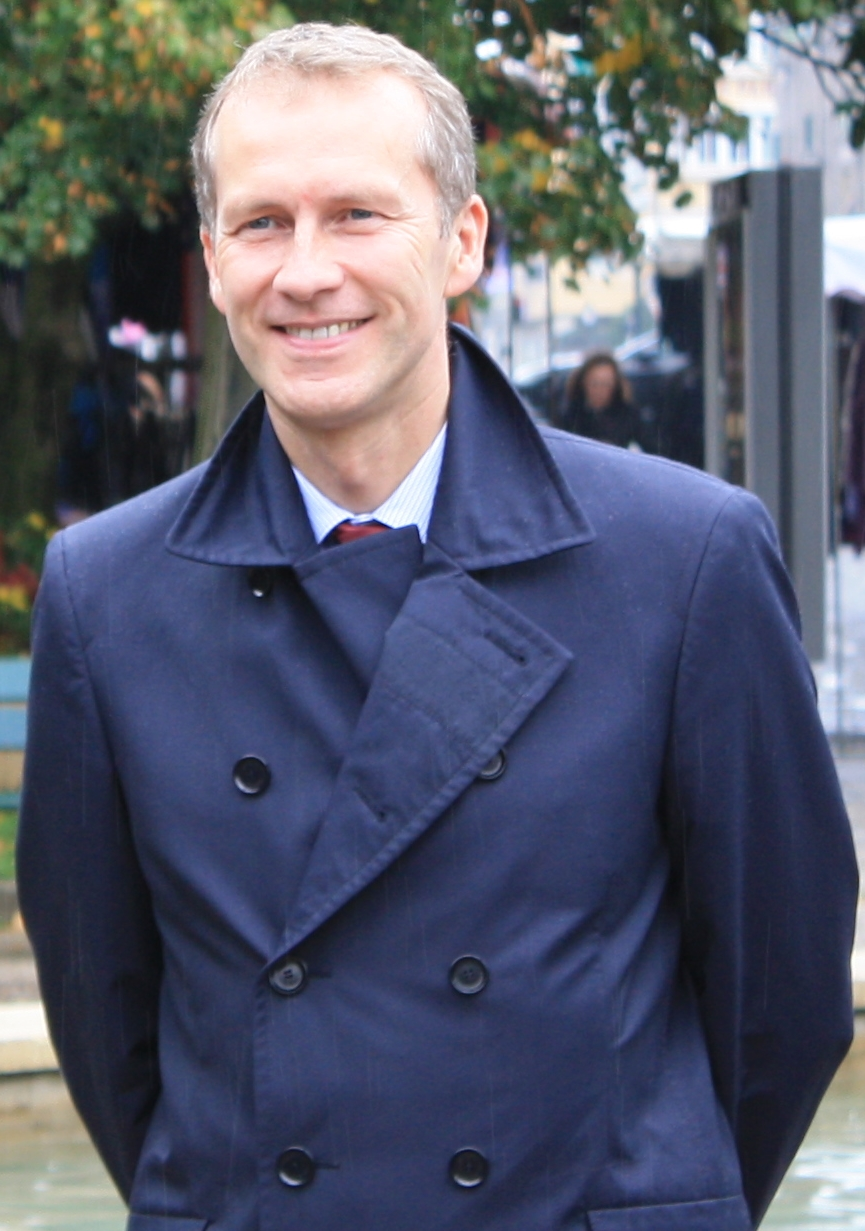
Guillaume Garot.
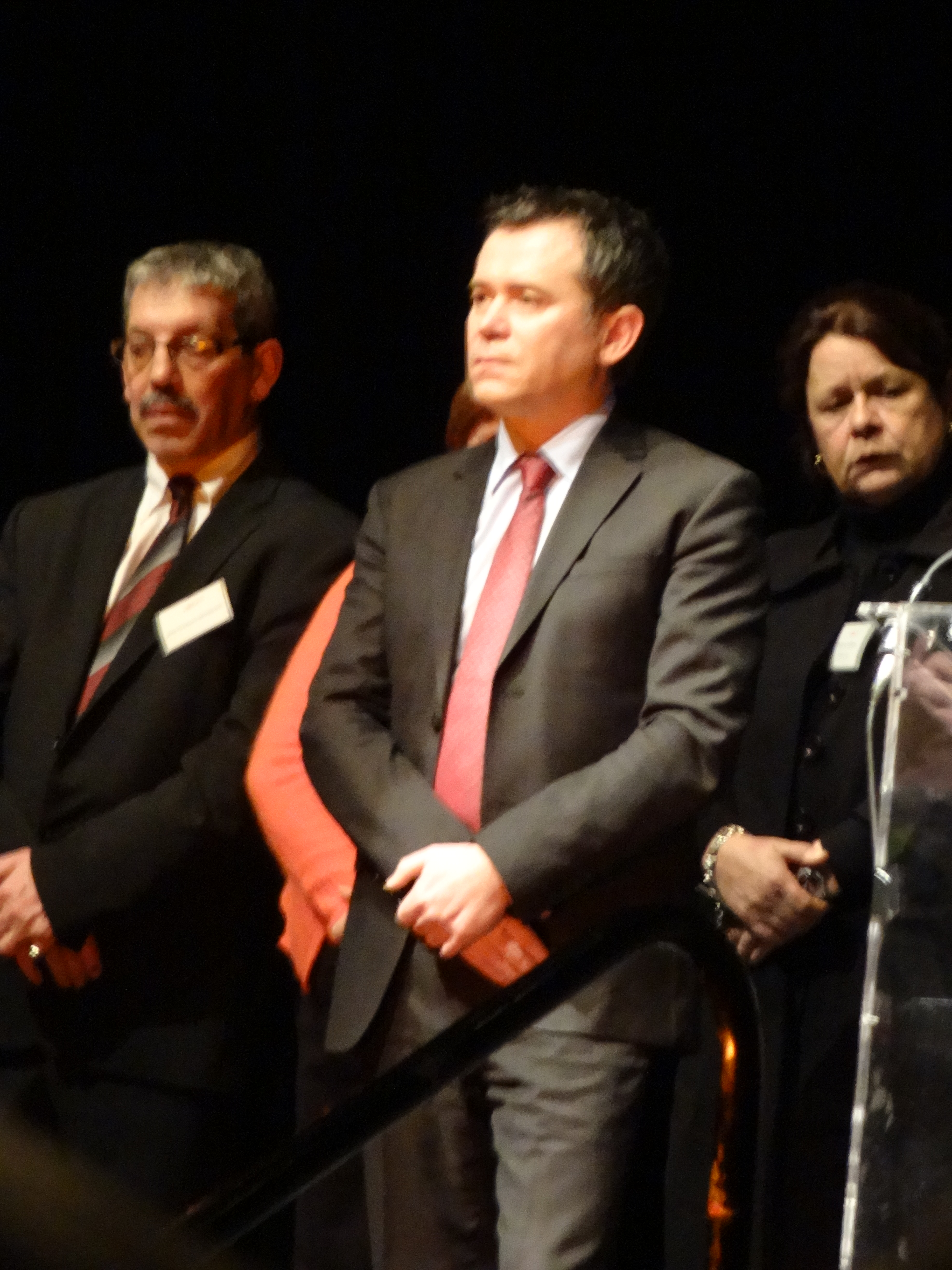
Jean-Christophe Boyer.
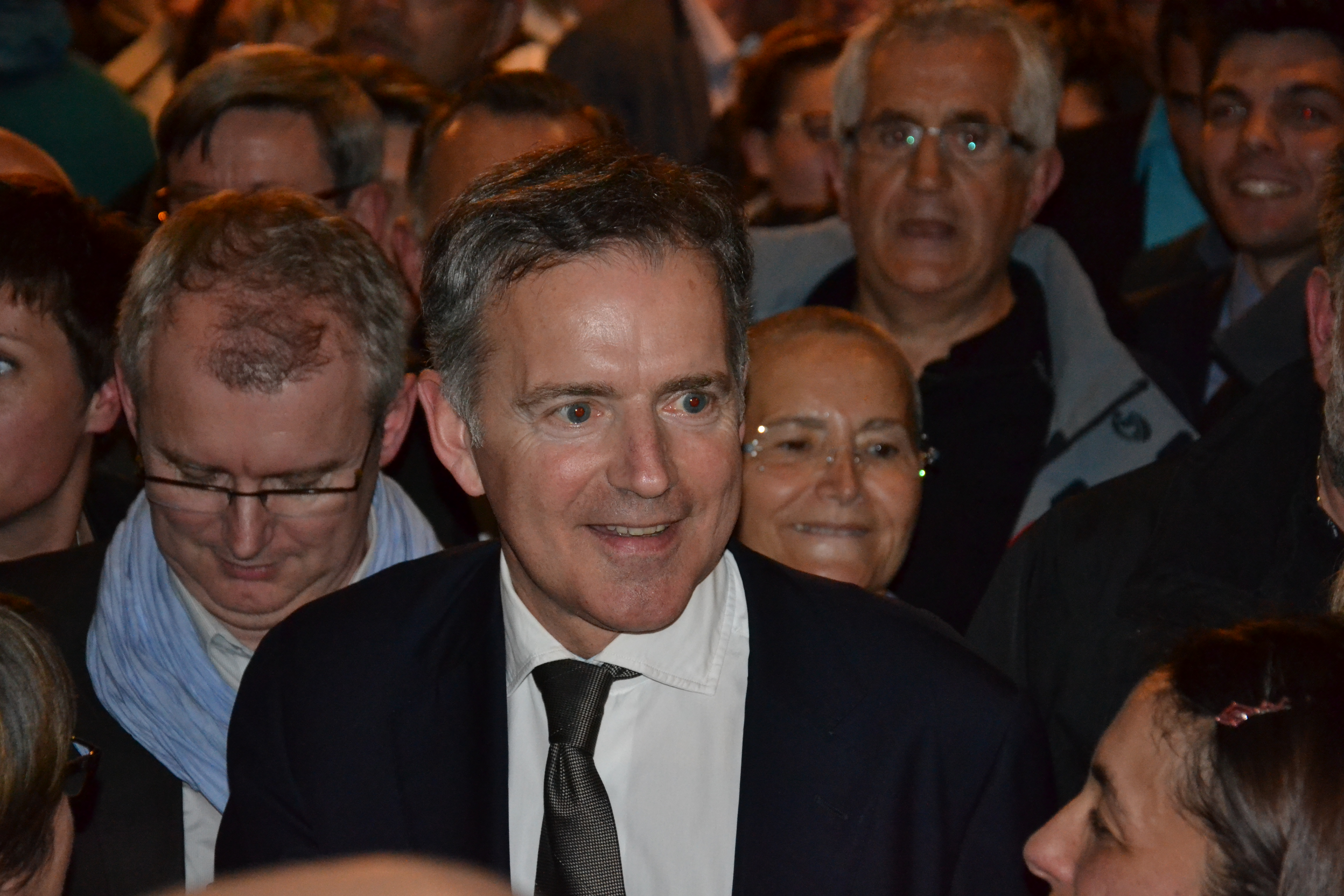
François Zocchetto.

## Transports en commun
L'agglomération lavalloise met à disposition ses différents services de transports en commun.

### TUL

Logo du service TUL de la ville de Laval.

Les Transports urbains lavallois participent à la mobilité avec près de dix-sept lignes régulières dans les vingt communes de l'agglomération. Les services TUL sont disponibles tous les jours, le dimanche en service réduit. En 2010, 9,1 millions d'utilisateurs ont choisi le TUL pour se déplacer soit 25 000 voyageurs par jour environ.

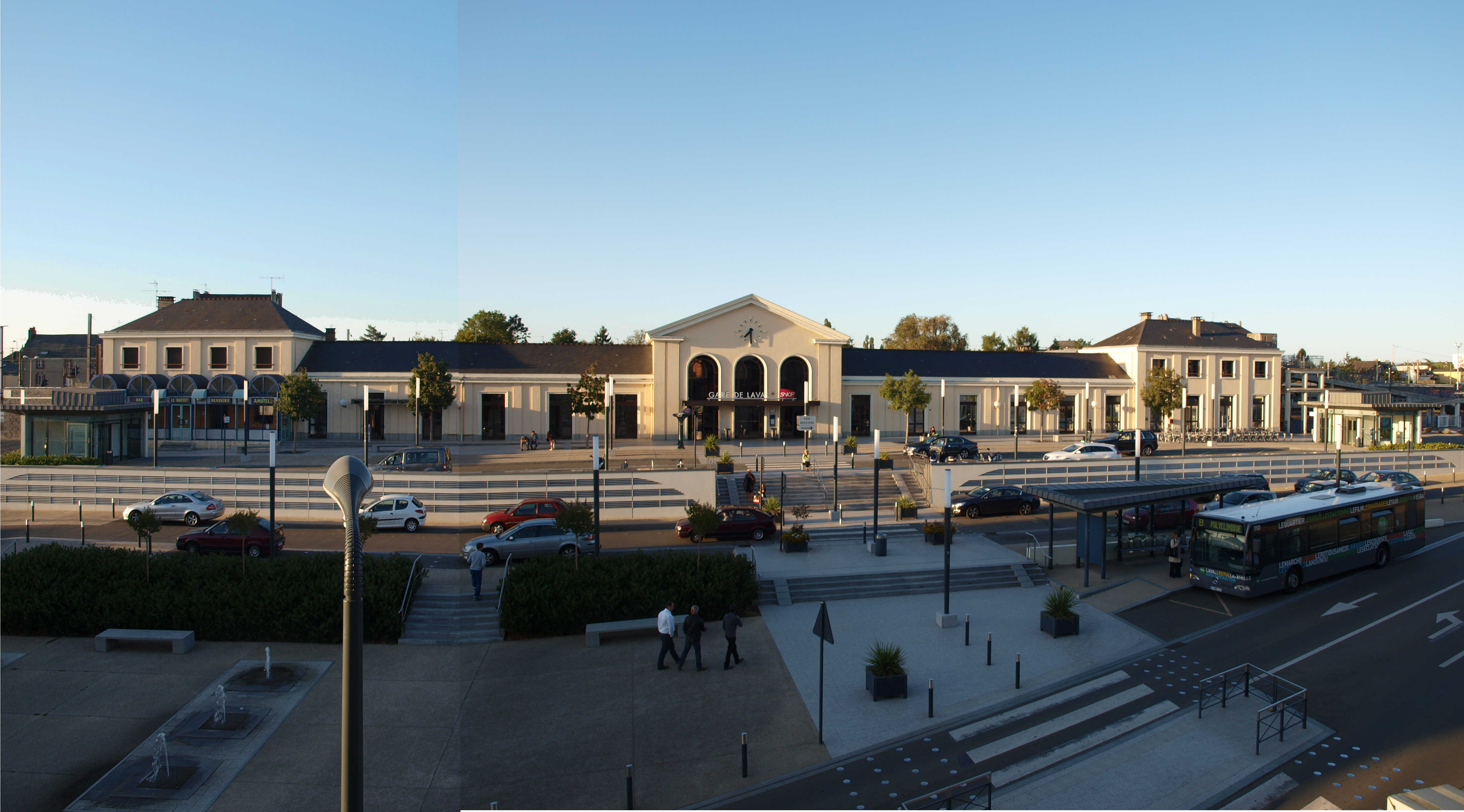
Gare de Laval

### Vélitul

Logo du service Vélitul de la ville de Laval

En septembre 2010, le service Vélitul met à disposition des Lavallois des vélos en libre-service. Avec près de 100 vélos, l'agglomération lavalloise mise sur la mobilité de sa population. Les vélos sont disponibles à toutes heures dans les neuf stations situées dans la ville.